# Peter Herman Adler
Peter Herman Adler (2. prosince 1899, Jablonec nad Nisou – 2. října 1990, Ridgefield, New Jersey, USA) byl židovský dirigent narozený v Čechách.
Studoval na pražské konzervatoři. Na konci 20. let pracoval s Leošem Janáčkem na pražské inscenaci Její pastorkyňa (Jenůfa). Od roku 1929 do roku 1932 byl hudebním ředitelem Státní opery v Brémách, poté do roku 1937 vedl ukrajinskou Státní filharmonii v Kyjevě. Objevoval se také po celé Evropě jako hostující dirigent.
V roce 1939 emigroval do USA, kde pracoval s Newyorskou filharmonií, s Baltimorským symfonickým orchestrem (1959–1968) a s Metropolitní operou. Byl hudebním a uměleckým ředitelem orchestru v National Broadcasting Company a průkopníkem televizního vysíláni oper. Od září 1973 do roku 1981 byl ředitelem Amerického operního centra. Podílel na rozvoji kariéry takových zpěváků, jako jsou Leontyne Price, George London a Mario Lanza.
V roce 1951 byl za hudbu k filmu The Great Caruso (ve kterém mj. hrála česká pěvkyně Jarmila Novotná) nominován na Oscara.